# IOTA

IOTA는 사물인터넷(IoT)을 위해 설계된 오픈 소스 분산원장 및 암호화폐이다. 블록체인 기반 분산 원장에 비해 잠재적으로 더 높은 확장성을 위해 유향 비순환 그래프를 사용하여 원장에 거래를 저장한다. IOTA는 거래를 검증하기 위해 채굴자를 사용하지 않고 대신 네트워크에서 새 거래를 발행하는 노드는 두 개의 이전 거래를 승인해야 한다. 따라서 수수료 없이 거래를 발행할 수 있어 소액 거래가 용이해진다. 네트워크는 현재 IOTA 재단에서 운영하는 코디네이터 노드를 통해 합의를 이룬다. 코디네이터는 단일 장애 지점이므로 네트워크는 현재 중앙 집중화되어 있다.
IOTA는 특이한 설계로 인해 비판을 받았는데, 실제로 작동할지 여부는 불분명한다. 결과적으로 IOTA는 2021년 4월 28일에 출시된 Chrysalis 또는 IOTA 1.5라는 네트워크 업데이트를 위해 처음부터 다시 작성되었다. 이 업데이트에서 3진 인코딩 및 양자 증명 암호화와 같은 논란의 여지가 있는 결정은 남겨두고 확립된 표준으로 대체되었다. Coordicide 또는 IOTA 2.0이라는 후속 업데이트의 테스트넷은 2020년 후반에 배포되었으며, 2021년에 합의를 위해 더 이상 코디네이터에 의존하지 않는 분산 네트워크를 출시하는 것을 목표로 했다.